# Manuel Tomé Portela
Manuel Tomé Portela (Moaña (Pontevedra), 3 de març de 1950) fou un futbolista espanyol de la dècada de 1970.
El jugador es formà al futbol gallec a clubs com el Rápido Bouzas, Alondras CF, Atlético Ourense i CD Ourense, amb qui debutà a segona divisió. L'any 1973 ingressà al FC Barcelona, on jugà tres temporades i guanyà una lliga espanyola. El 1976 fou traspassat a la UD Salamanca, on jugà durant sis temporades, fins al 1983.
Amb la selecció espanyola amateur disputà el III Campionat Amateur d'Europa, Iugoslàvia 1974.
Ha estat entrenador a segona divisió B i tercera divisió, a entitats com el CD Ourense, Pontevedra CF, Cultural Leonesa o Racing de Ferrol. El 2013 fou entrenador al futbol equatorià, al club Club Deportivo El Nacional. El novembre de 2013 es convertí en entrenador del club Alondras Club de Fútbol.

## Palmarès
- Lliga espanyola:
  - 1973-74